# Pararaneus cyrtoscapus
Pararaneus cyrtoscapus är en spindelart som först beskrevs av Pocock 1898.  Pararaneus cyrtoscapus ingår i släktet Pararaneus och familjen hjulspindlar. Inga underarter finns listade i Catalogue of Life.